# Jef Diels
Jef Diels (Antwerpen, 31 oktober 1952) is een Belgisch schilder.
De in Antwerpen geboren kunstschilder volgde zijn opleiding tussen 1970 en 1975 aan de Koninklijke Academie voor Schone kunsten in dezelfde stad. Hij specialiseerde zich in de 17e-eeuwse technieken bij de bekende Johannes Hendrik Eversen.

## Werk
Jef Diels kan gerekend worden tot de school van het realisme. De hedendaagse onderwerpen worden op zeer gedetailleerde en fijne manier weergegeven. Hiertoe maakt de schilder gebruik van van penselen met marterharen. Dit om het aantal penseelstreken op het werk tot een absoluut minimum te beperken. Een techniek die men op het eind van de 17e eeuw "beau fini" noemde.
Werken van Jef Diels zijn o.a. terug te vinden bij Galerie Myrèse in Maastricht, het ING in Amsterdam, het Drents Museum in Assen en de Belgische Ambasade in Rabat.
In de loop der jaren had Diels een twintigtal solo-tentoonstellingen in binnen en buitenland (oa. in USA, Litouwen en Rusland)
- International Standard Name Identifier: 0000 0003 9350 4867
- Nederlandse Thesaurus van Auteursnamen: 202169537
- RKD-Nederlands Instituut voor Kunstgeschiedenis: 134716
- Système universitaire de documentation: 235475491
- Virtual International Authority File: 287818307
- WorldCat: E39PBJyh8fw3xxHv6tWhmpRBT3